# Ponte Rasa (São Paulo)

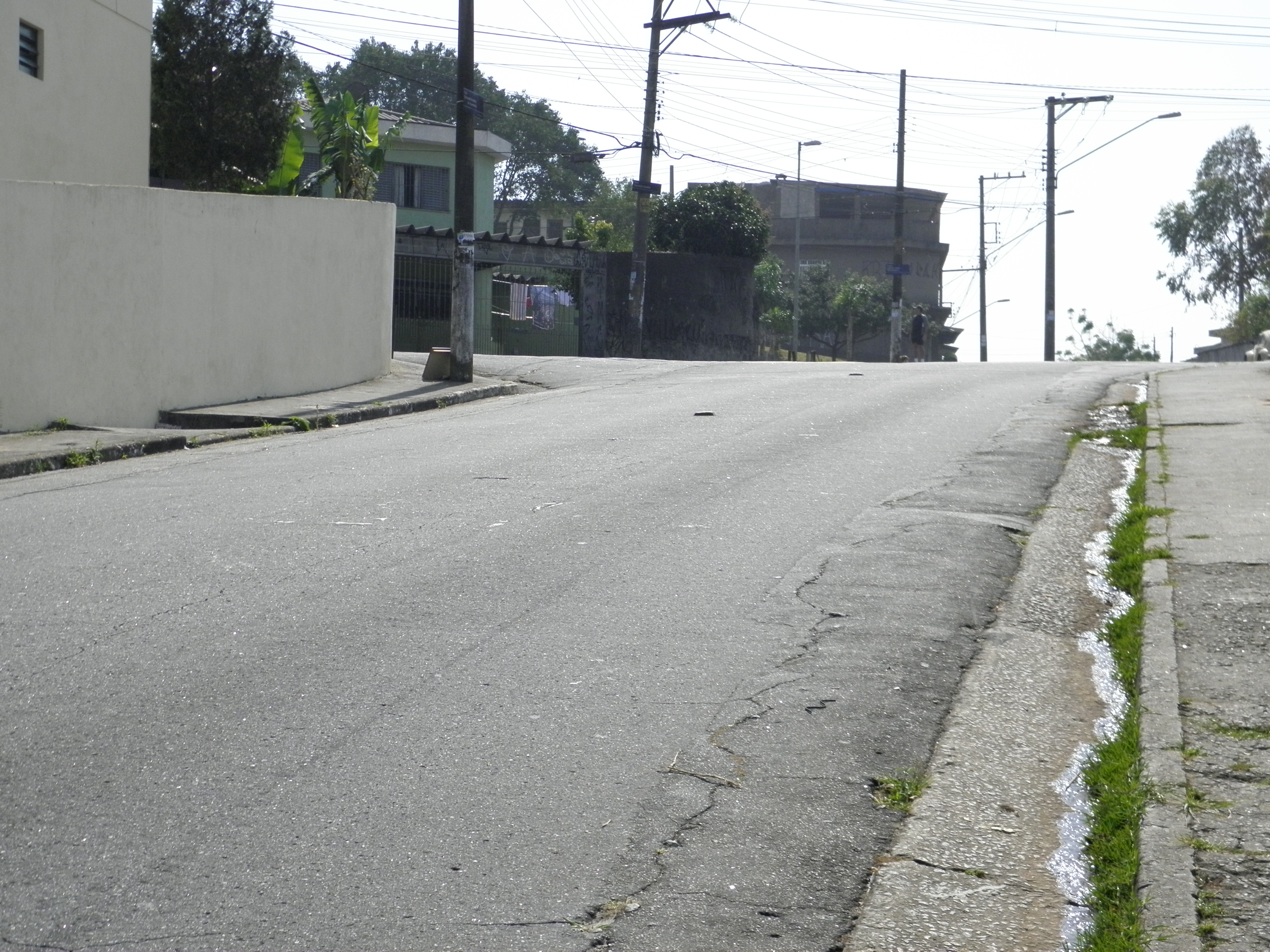
Rue General Ferreira de Azevedo 2 à Ponte Rasa

Ponte Rasa est un district situé dans la zone est de la municipalité brésilienne de São Paulo. Il est sous l'administration de la sous-préfecture d'Ermelino Matarazzo / Ponte Rasa. Certains quartiers tels que Vila Rio Branco et Jardim Popular ont un développement très avancé et des valeurs foncières plus élevées.
La partie sud (Jd. São Nicolau, Jd. Artur Alvim, Burgo Paulista et autres quartiers) est visible depuis la ligne 3 - Rouge du métro de São Paulo, dans le tronçon entre les stations Guilhermina-Esperança et Artur Alvim. La plupart des rues sont organisées en « carrés » et ont l'avenue São Miguel, avenue Dom Hélder Câmara, avenue Calim Eid, avenue Águia de Haia, estrada de Mogi das Cruzes et avenue Amador Bueno da Veiga.

## Histoire
La trajectoire de Ponte Rasa est fortement liée à sa voisine, Penha, les superficies des deux quartiers actuels correspondaient au village fondé par le prêtre jésuite Mateus Nunes de Siqueira, au XVIe siècle. La région était fertile, proche des affluents du Tietê, et pleine d'Indiens, comme la tribu Guaianases, rapidement catéchisés. Les pionniers considéraient également la zone comme stratégique car elle était proche de villages déjà construits par eux, comme São Miguel et Itaim, au milieu des routes qui menaient à Minas Gerais et Rio de Janeiro. Au fil des siècles, les terres ont été divisées en régions plus petites. La principale a toujours été Penha, avec l'église qui porte son nom. À côté, un petit village a commencé à se développer, autour du ruisseau Ponte Rasa, qui a fini par nommer le lieu. À partir des années 1930, la région a vu sa population croître, tirée par l'industrialisation qui a atteint les zones voisines, comme São Miguel et Guarulhos. Ponte Rasa, ainsi que les régions voisines, ont commencé à être subdivisées en développements tels que le quartier planifié Cidade A. E. Carvalho, situé entre les voisins Artur Alvim et Itaquera. Ses constructeurs ont construit des routes importantes dans la région, comme l'Avenida Águia de Haia. Dans les années 1970, il n'y avait plus beaucoup d'espaces vides sur Ponte Rasa : des quartiers comme Jardim Popular, encore issus des premières colonies, se développaient de plus en plus, presque toujours planifiés par des entreprises de construction - ce qui explique le faible nombre de logements irréguliers et de bidonvilles., qui ne représentait en 2011 que 3,84 % des logements du quartier.

### Jardim Popular
Un quartier qui résume les caractéristiques de Ponte Rasa est Jardim Popular. L'une des plus anciennes du district, il a accueilli ses premiers habitants dans les années 1920. La place, qui est aujourd'hui traversée par les avenues Amador Bueno da Veiga et Calim Eid, a été caractérisée par l'immigration portugaise. L'un des principaux établissements là-bas Padaria Água Viva, fondée il y a plus de 50 ans à Amador Bueno. Autre particularité, les noms de fleurs donnés aux rues, héritage des premiers promoteurs immobiliers, mais comme il existait déjà d'autres rues du même nom, il n'en resta que quelques-unes. Le quartier compte également une école de samba, Imperial, fondée dans la salle paroissiale de l'église Nossa Senhora de Fátima.

## Quartiers
Burgo Paulista
Jardim Cotinha
Jardim Lisboa
Jardim Laone
Jardim Ponte Rasa
Jardim Popular
Jardim Soraia
Jardim Três Marias
Vila Constança
Vila Costa Melo
Vila Domitila
Vila Fidelis Ribeiro
Vila Frugoli
Vila Ponte Rasa
Vila Rio Branco
Vila Sampaio
Vila São Francisco
Vila União

## Commerce
Le centre du quartier est un pôle commercial régional fort. Situé sur l'avenue São Miguel est un grand corridor qui compte des agences bancaires, des grands magasins, des magasins de variétés, des entrepôts, ainsi que des boucheries, des boulangeries et des pharmacies. Un autre centre commercial d'une force considérable se trouve sur la Rua Dr. José do Amaral dans le Jd. Três Marias.

## Limites
- Nord: Ruisseau Ponte Rasa et Avenue São Miguel.
- Est : Avenue Águia de Haia.
- Sud : Rua Sonho Gaúcho, Avenue Nicolau Jacinto et Rua Praia de Mucuripe.
- Ouest : Avenue Calim Eid, Rua Botica, Rua Alto do Cobre, Avenue Dom Hélder Câmara, Avenue Governador Carvalho Pinto et Avenue Buenos Aires.